# روبرت داير
روبرت داير (21 أبريل 1959 في المملكة المتحدة - ) (بالإنجليزية: Robert Dyer)‏ هو لاعب كريكت بريطاني. لعب مع نادي مقاطعة ستافوردشاير للكريكت ‏.

## وصلات خارجية
- روبرت داير على موقع إي آس بي آن كريك إنفو (الإنجليزية)